# Berak
Berak är en ort i Kroatien.   Den ligger i länet Srijem, i den östra delen av landet, 250 km öster om huvudstaden Zagreb. Berak ligger 110 meter över havet och antalet invånare är 386.
Terrängen runt Berak är platt. Runt Berak är det glesbefolkat, med 19 invånare per kvadratkilometer. Närmaste större samhälle är Vinkovci, 16,7 km väster om Berak. Trakten runt Berak består till största delen av jordbruksmark.